# São José do Norte
São José do Norte è un comune del Brasile nello Stato del Rio Grande do Sul, parte della mesoregione del Sudeste Rio-Grandense e della microregione del Litoral Lagunar.